# Jericho
Jericho (arabisch أريحا Arīhā, DMG ʾArīḥā, hebräisch יְרִיחוֹ) ist eine Stadt in den Palästinensischen Autonomiegebieten am Westufer des Jordans. Durch ihre Lage im Jordangraben ist sie die tiefstgelegene Stadt der Welt; die Stadtmitte liegt rund 250 Meter unter dem Meeresspiegel, etwa sieben Kilometer westlich der Grenze zu Jordanien und etwa zehn Kilometer nördlich des Toten Meers. Die Stadt trägt den Übernamen die Palmenstadt, die Einwohnerzahl betrug 2014 etwa 22.000.
Der Ort, dessen Name sich vom Mondgott Jarich ableitet, liegt an einer alten Handels- bzw. Karawanenstraße. Die Stadtverwaltung bezeichnet Jericho häufig als „älteste Stadt der Welt“, allerdings herrscht in der Wissenschaft Uneinigkeit darüber ab wann eine Siedlung als Stadt angesehen werden kann. Eine erste Besiedlung ist ab dem 10. Jahrtausend v. Chr. belegt, Stadtmauern etwa 2000 Jahre später. 

## Geschichte

### Neolithikum
Erste Siedlungsspuren in der Nähe der heutigen Stadt gehen in das 10. Jahrtausend v. Chr. zurück. Während des Präkeramischen Neolithikums B (PPNB) sind auf dem Tell es-Sultan Ackerbau und Viehzucht nachweisbar. Eine Stadtmauer (bisher ungeklärten Zwecks) ist laut der Archäologin Kathleen Kenyon spätestens ab etwa 8300 v. Chr. belegt, zusätzlich der Turm von Jericho und vermutlich Verteidigungsanlagen. Nach Ansicht anderer Archäologen handelte es sich um einen Schutzwall gegen die winterlichen Regenfluten aus den Bergen. Zu diesem Zeitpunkt werden für die Siedlung etwa 3000 Bewohner geschätzt. Töpferei und Metallverarbeitung waren jedoch noch unbekannt. Nach einer Zeit ohne Besiedlung finden sich Ende des 7. Jahrtausends v. Chr. neuartige Besiedlungsbefunde, so in der Konstruktion der nun rechteckigen Häuser und eines neuen Totenkultes. Um etwa 5500 v. Chr. verließen die Bewohner erneut aus unbekannten Gründen die Siedlung am Tell es-Sultan. Ein Zerstörungshorizont ist nicht erkennbar.
In den nächsten 1000 Jahren wurde Jericho mehrmals aufgegeben und wieder besiedelt. Etwa im 5. Jahrtausend brachten neue Siedler das Töpferhandwerk in die Stadt. Die neuen Häuser hatten jetzt eine quadratische Form. In der Folgezeit kam es zu neuen Besiedlungen, die durch die veränderte Bauart der Häuser mit Ziegelsteinen und Steinfundamenten bezeugt sind. Um 4000 v. Chr. endete diese Besiedlungsphase. Jericho verfiel und blieb abermals mehrere Jahrhunderte eine verlassene Ruine.

### Frühbronzezeit (3300–2000 v. Chr.)
Nach einer längeren Siedlungspause ist aus Funden der Grabanlagen in den benachbarten Hügeln ein erneuter Aufbau in der Frühbronzezeit I (3300–3000 v. Chr.) erkennbar. Zwei verschiedene Arten von Keramikware lassen auf zwei unterschiedliche Siedlungsgruppen schließen.                        Zugewanderte Hirten und zuvor ansässige Bewohner legten den Grundstein der bronzezeitlichen Stadtkultur. Jericho erhielt während der Frühbronzezeit II-III (3000–2200 v. Chr.) zwei Ringmauern. Die zahlreichen Bauphasen lassen zunehmende kriegerische Auseinandersetzungen vermuten. Später kam ergänzend noch ein Graben hinzu. In dieser Epoche bestanden die Wohnunterkünfte aus runden sowie rechteckigen Häusern.
Die vorgefundenen Gegenstände verweisen auf zahlreiche Handelsbeziehungen, insbesondere mit Regionen in Syrien, Anatolien und Ägypten. Ende der Frühbronzezeit III B ist eine Zerstörung Jerichos durch eine Brandkatastrophe festzustellen, möglicherweise durch ein Erdbeben verursacht. Auf Tell es-Sultan konnte mit Beginn der Frühbronzezeit IV / Mittelbronzezeit I (2200–2000 v. Chr.) eine erneute Besiedlung in kleinerem Umfang nachgewiesen werden. Die dortigen Bewohner waren wohl Viehzüchter und Halbnomaden, ihre Herkunft ist jedoch nicht geklärt. In dieser Epoche, bis etwa 1950 v. Chr., wurden neue Grabanlagen eingeführt, deren Zugang über senkrechte Schächte erfolgte. Bemerkenswert ist der weitere Befund, dass die Gräber, die nur während dieser Besiedlungsdauer Einzelpersonen dienten, nach Rang oder Vermögensstatus des jeweiligen Verstorbenen mehr oder weniger üppig ausgestattet waren.

### Mittelbronzezeit (2000–1550 v. Chr.)
Kanaanäische Siedler erbauten auf den Stadtruinen Jerichos erst 400 Jahre nach der Zerstörung den neuen Ort auf, den die Hyksos auf eine Fläche von mehr als vier Hektar erweiterten und mit einem Stadtwall umgaben. Etwa 1550 v. Chr. endet mit Feldzügen des altägyptischen König Ahmose I. die Mittelbronze in der Levante. Erste Feldzüge zur Vertreibung der Hyksos unternahm er direkt nach seiner Thronbesteigung. Aber erst 22 Jahre später (wohl 1538) stieß er vermutlich bis zum Euphrat vor.
Für etwa dieselbe Zeit ist eine Zerstörung Jerichos (Tell es-Sultan) durch eine Feuersbrunst nachgewiesen. In der Bibel wird ebenfalls die Zerstörung Jerichos erwähnt. Im 6. Kapitel des Buchs Josua steht geschrieben, dass die Mauern von den Posaunen der Priester und dem Feldgeschrei Jerusalems zerstört wurden, nachdem die Israeliten sieben Tage lang um die Stadt herum marschierten (Jos 6,1 ). Nach der Eroberung Jerichos ließ Josua die Stadt verbrennen. Die biblische Beschreibung passt zu den Zerstörungen, die in Jericho nachgewiesen werden konnten. Allerdings deuten Zeitangaben in der Bibel auf ein etwas späteres Datum hin.
Ergänzend weist eine ebenfalls für diese Zeit festgestellte östliche Bodenabwärtsverschiebung des südöstlichen Stadtviertels auf ein mögliches Erdbeben hin, welches auch als mitursächlich für den Brand angenommen werden kann. Die frühere Forschung vermutete hier einen Zusammenhang mit der Hyksos-Vertreibung. Getreide aus der Schutt-Schicht dieses Ereignisses wurde mit der 14C-Methode auf 1601–1566 oder 1561–1524 datiert. Andererseits lassen Keramiken aus dieser Schicht auf eine wesentlich spätere Zeit schließen.
Erst für die Zeit vor Ende der Mittelbronze gilt eine Mauer zu Schutzzwecken auch als nachgewiesen.

### Spätbronzezeit (1550–1150 v. Chr.)
Keramikware, teilweise aus Zypern importiert, sowie mehrere in umliegenden Gräbern geborgene Skarabäen von Hatschepsut, Thutmosis III. und Amenophis III. belegen, dass Jericho bis in die Spätbronzezeit II A (1400–1300 v. Chr.) bewohnt war. Als weitere Belege sind eine Keilschrifttafel sowie einige Häuserreste aus dem südöstlichen Ortsbereich zu nennen.
Im Gegensatz zur früheren Ortsfläche lag nach der Zerstörung jedoch eine geringere Bebauung mit Dorfcharakter vor. Die letzten Grabungen bestätigen, dass die zerstörten früheren Stadtmauern nicht wieder aufgebaut wurden und der Ort (Tell es-Sultan) in dieser Epoche keine Stadtmauer besaß. Wenn die Zerstörung tatsächlich bereits im 16. Jahrhundert geschah, ist demnach ein Zusammenhang mit der biblisch beschriebenen Landnahme der Israeliten unter Josua 1400 v. Chr. nicht nachvollziehbar.
Auch in den umliegenden Gebieten sind seit der Regierungszeit von Thutmosis III. kaum noch Befestigungsanlagen nachweisbar. Die Ursachen für diesen Befund dürften wohl mit dem politischen Herrschaftsbereich Ägyptens zusammenhängen. Spätestens seit Beginn des 13. Jahrhunderts v. Chr. war Jericho nur noch ein unbewohnter Ruinenhügel. Die Gründe für die Aufgabe sind nicht bekannt. Ein Zerstörungshorizont ist nicht erkennbar.
Im 11. oder 10. Jahrhundert v. Chr. sind neue Besiedlungsversuche festzustellen.

## Forschungsgeschichte

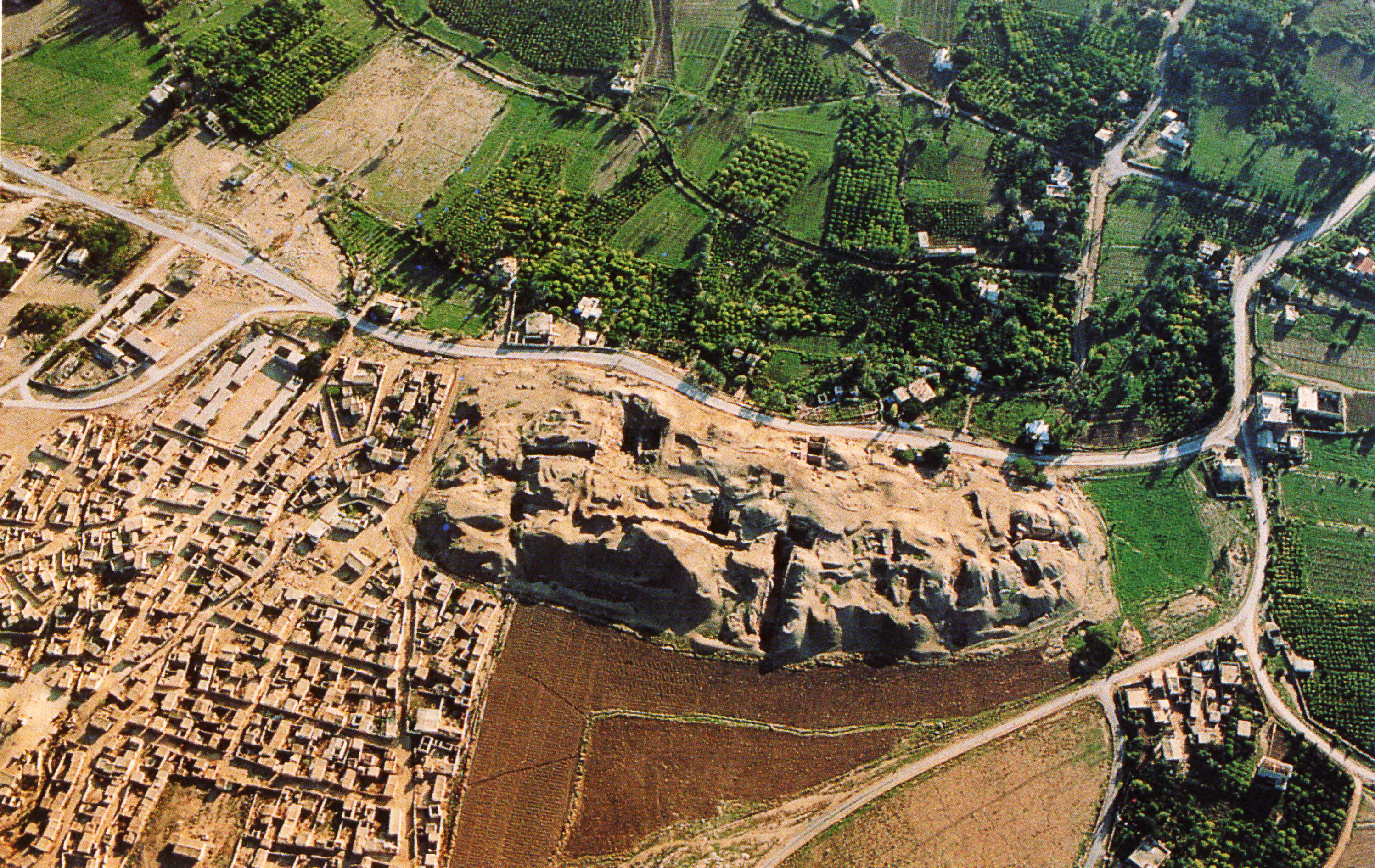
Die Ausgrabungsstätte von Tell es-Sultan

Die ersten archäologischen Ausgrabungen unternahm Charles Warren 1868. Ernst Sellin und Carl Watzinger gruben zwischen 1907 und 1909 Tell es-Sultan und 1911 Tulul Abu al-ʿAlaiq aus. John Garstang leitete Ausgrabungen zwischen 1930 und 1936. Größere Forschungen mit moderner Technik wurden zwischen 1952 und 1958 von Kathleen Kenyon unternommen. Nach ihrem Tod erfuhren sowohl die von ihr gesicherten Keramiken, als auch organische Proben in den 1990er Jahren eine Neubewertung. Seit 1997 führt ein gemeinsames Team der Universität La Sapienza (Rom) unter Leitung von Lorenzo Nigro und des Ministeriums für Tourismus und Altertümer Palästinas Untersuchungen und Restaurierungsmaßnahmen an den Ruinen durch.

### Tell es-Sultan
Die früheste Siedlung lag beim heutigen Tell es-Sultan (oder Tell Sultan), zwei Kilometer nordwestlich des heutigen Stadtzentrums (31° 52′ 15,8″ N, 35° 26′ 38,1″ O). Besonders die bis zu 13.000 Jahre zurückreichenden archäologischen Befunde des Neolithikums sind von weltweiter Bedeutung. Dazu zählen die ältesten Steinbauten der Menschheit, ebenso wie die älteste Treppe. Seit 1868 gilt Jericho als die älteste Stadtgründung der Welt, mit der Einschränkung, dass Jericho anfangs nur eine große Siedlung mit dörflichem Charakter war. Als älteste bekannte Stadt wird dagegen Tell Brak in Syrien bezeichnet, wo eine für eine Stadt typische Gliederung in Funktionsbereiche ab dem frühen 4. Jahrtausend v. Chr. existierte.

### Herodianische Winterpaläste

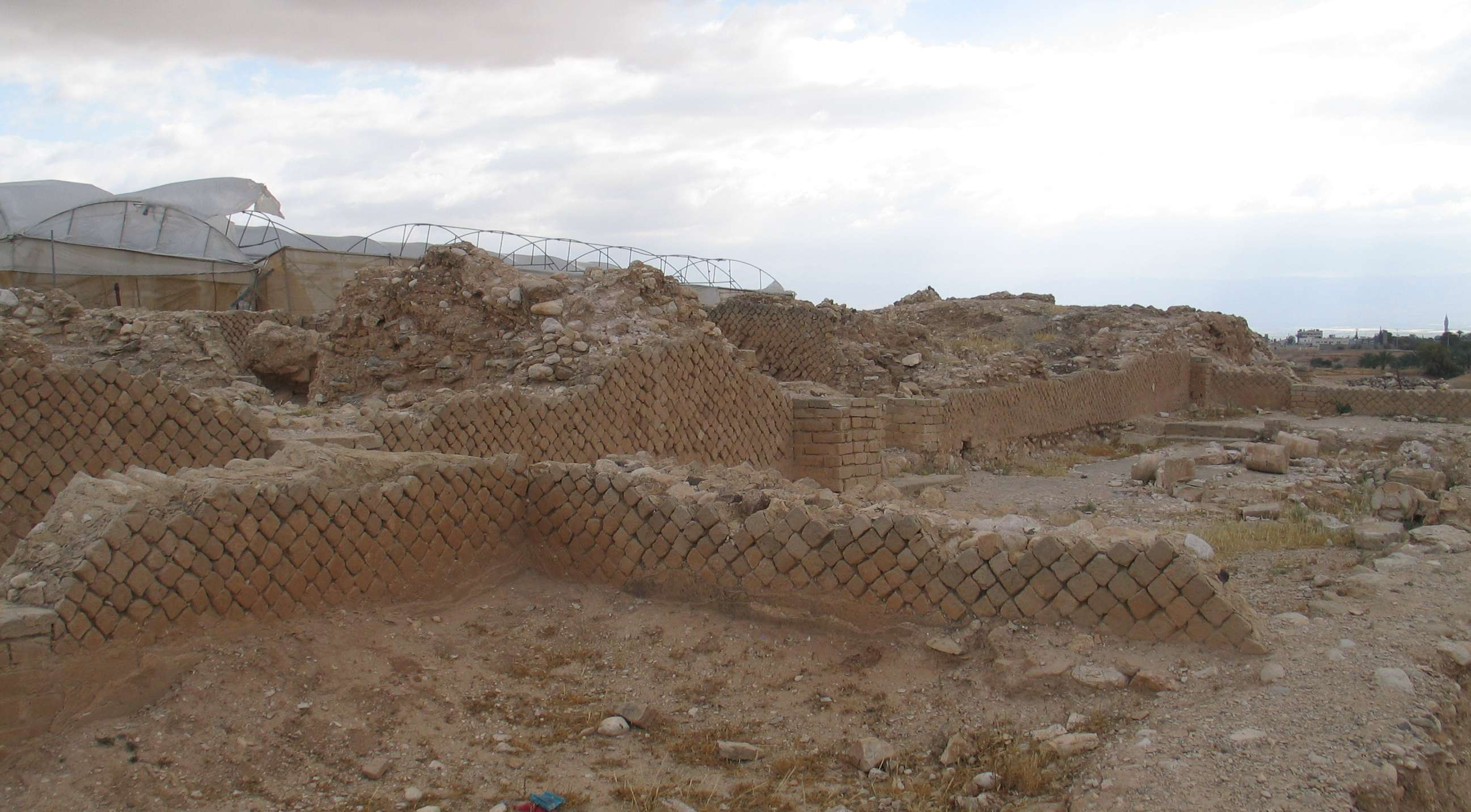
Mauern in Opus-reticulatum-Technik im Winterpalast Herodes des Großen

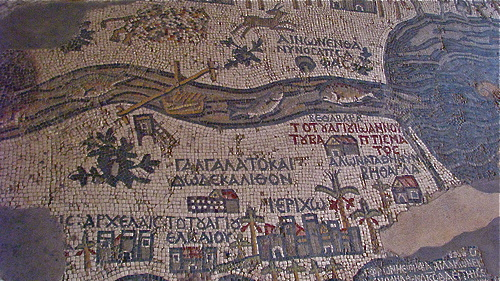
Die spätantike Oasenstadt Jericho (unten Mitte) in ihrem Umland (Mosaikkarte von Madaba).

Das angenehme Winterklima bei Jericho veranlasste am Ende des 2. Jahrhunderts v. Chr. die hasmonäischen Könige zum Bau von Winterpalästen (31° 51′ 1″ N, 35° 26′ 0,2″ O) am Ausgang des Wadi Qelt. Die Oase bot fruchtbaren Boden und reichlich Quellwasser zum Anlegen von Gärten, Feldern und für den Dattelanbau. Zudem lag sie nur eine Tagesreise von Jerusalem entfernt.
Auch Herodes der Große baute hier – viel größer und prächtiger als seine Vorgänger. Sein erster Palast entstand ab 36 v. Chr. auf der Südseite des Wadi Qelt in römischer Architektur mit einem großen Peristylhof, der an drei Seiten von Räumen umgeben war. An der vierten Seite schloss sich eine große Gästehalle mit Säulenumgang an. Als Neuerung für die Region ließ er auch ein Badehaus im römischen Stil einrichten.
Als sein Palast bei einem Erdbeben 31 v. Chr. zerstört wurde, baute Herodes auf der Nordseite des Wadi Qelt neben dem alten Palast seiner Vorgänger einen neuen. Er erhielt ein großes (32 × 18 m) Schwimmbecken und war von Gärten umgeben. Schließlich ließ Herodes noch einen dritten Palast auf beiden Seiten des Wadi erbauen, der sich über fast drei Hektar erstreckte. Eine Brücke führte über das Wadi und verband beide Bereiche. Da einige Mauern mit römischem Zement und opus reticulatum gebaut waren, wird angenommen, dass römische Handwerker am Bau beteiligt waren.
Auch die heute Tulul Abu al-Alaiq genannten künstlichen Hügel gehören zu der Anlage. Bis zum jüdischen Aufstand gegen Rom (66–70) wurde der Platz weiter von Mitgliedern der königlichen Familie genutzt.

### Khirbat al-Mafdschar
Fünf Kilometer nördlich von Jericho liegt die ehemalige umayyadische Palastanlage Khirbat al-Mafdschar (31° 52′ 57″ N, 35° 27′ 35″ O), auch bekannt unter dem Namen „Palast des Hischam“. Die Anlage zählt zu den ältesten und archäologisch wie historisch bedeutsamsten Profanbauten in Palästina. Erstmals archäologisch untersucht wurde die Stätte in den 1930er Jahren, seit 1990 finden dort erneut umfangreiche Restaurierungs- und Grabungsarbeiten statt.

## Jericho in Mittelalter und Neuzeit

### Herrschaft der Kreuzritter
Text in Arbeit

### Ayyubiden und Mamluken
Text in Arbeit

### Osmanisches Reich
Die Herrschaft des Osmanischen Reichs in Jericho währte von 1517 bis 1918. Aufgrund der schadhaften Bewässerung setzte sich der Niedergang der Stadt fort, die Wüste ergriff Besitz von mehreren historischen Bauwerken – sowohl aus der byzantinischen Periode als auch islamischer Herkunft oder von der Kreuzrittern errichtet. Jericho wurde zu einem Dorf reduziert, bevölkert von wenigen Bauern, umgeben und oft angegriffen von Beduinen. Aus dem Jahre 1596 liegt eine Liste der Steuereinnahmen aus Riha, wie die Stadt damals genannt wurde, vor. Der zufolge gab es 51 Haushalte, alle muslimisch. Der Steuersatz betrug 33,3 % auf alle landwirtschaftlichen Produkte wie beispielsweise Weizen und Gerste, Ziegen, Wasserbüffel, Wein und Bienenstöcke sowie Obst. Eingenommen wurden in diesem Jahre 40.000 Akçe, sie gingen an einen Waqf. 

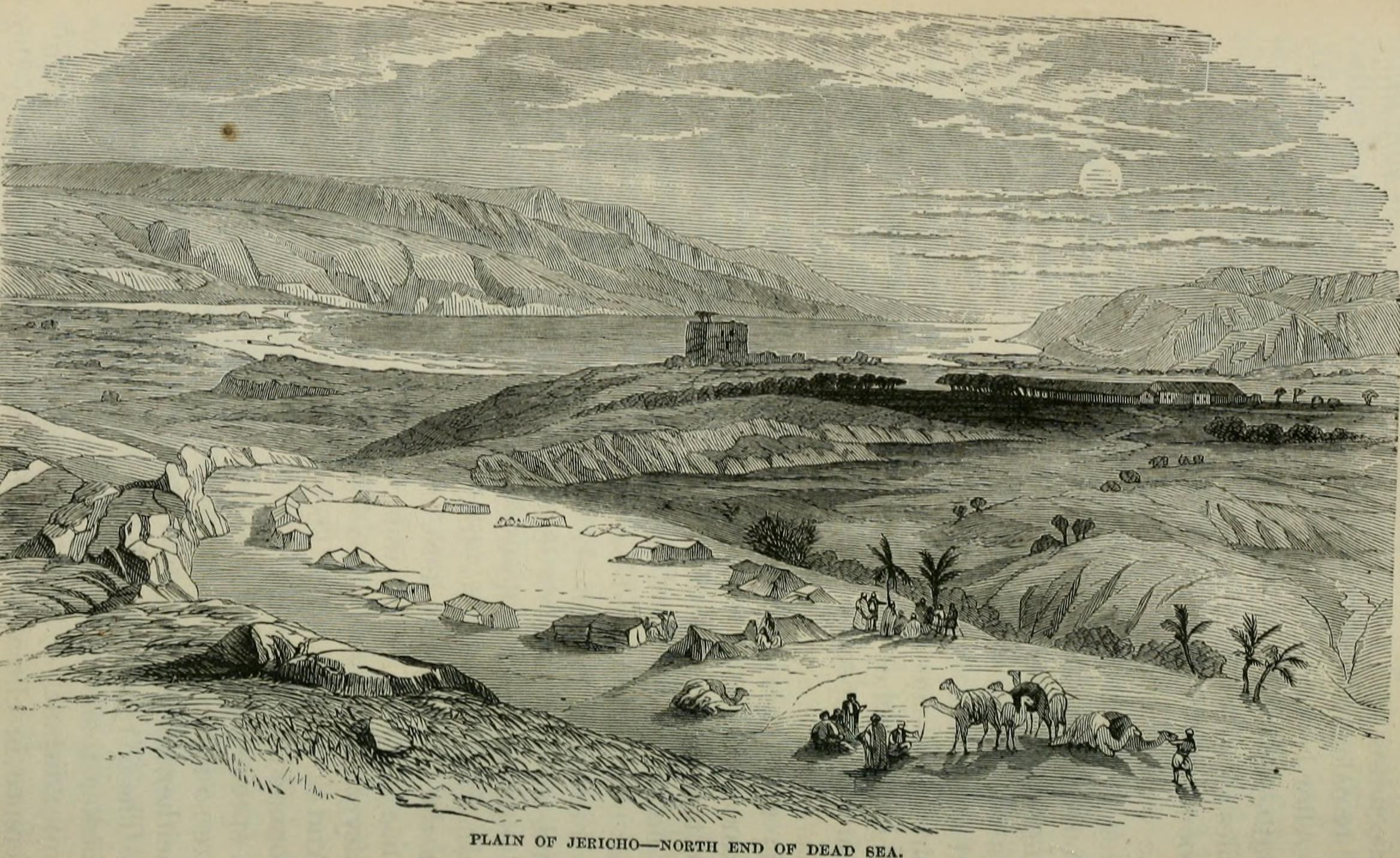
Abstieg nach Jericho,
William McClure Thomson, 16. April 1833

Aus dem 17. Jahrhundert, konkret aus dem Jahre 1659, liegt ein Reisebericht des Franzosen Laurent d’Arvieux, eines späteren Diplomaten, vor, der die Ruinen und die rund fünfzig ärmliche Behausungen erwähnt. Obwohl die Ebene rund um die frühere Stadt fruchtbar sei, würden nur wenige angrenzende Flächen bestellt. Anfang des 18. Jahrhunderts besuchte Henry Maundrell, ein britischer Kleriker, Jericho.
Zu übereinstimmenden Einschätzungen über den herabgewirtschafteten Zustand der Stadt kamen auch die europäischen Gelehrten, die im Laufe des 19. Jahrhunderts das Heilige Land besuchten. Der wohl erste von ihnen, François-René de Chateaubriand, kam um 1806 in die Stadt und konstatierte: „Gegenwärtig gibt es weder Rosen noch Palmen in Jericho.“ Es folgten 1822 der britische Forschungsreisende James Silk Buckingham, 1838 der US-amerikanische Theologe Edward Robinson, 1854 der Schweizer Arzt und Dialektforscher Titus Tobler und zur Jahrhundertwende der polnische Zionist Abraham Samuel Herschberg. Sie alle berichteten von rund dreißig Häusern und um die 300 Einwohner. 1867 fanden die ersten Ausgrabungen statt. Eine osmanische Dorfliste von 1870 verzeichnet 36 Gebäude und 105 (männliche) Einwohner. Die Frauen wurde darin nicht erfasst.
Anfang des 20. Jahrhunderts wurden zwei griechisch-orthodoxe Klöster wieder hergestellt: 1901 wurden im Wadi Qelt, fünf Kilometer westlich von Jericho, die Renovierungsarbeiten am Kloster St. Georg abgeschlossen. 1904 wird als Fertigstellungsjahr des Johannesklosters in Qasr al-Yahud angegeben, südöstlich von Jericho am Jordan gelegen.
Im Ersten Weltkrieg blieb Jericho von Kampfhandlungen weitgehend verschont. Obwohl die Palästinafront als Nebenschauplatz im Weltkrieg angesehen wurde, kam es am Sinai und in drei Schlachten um Gaza zu erheblichen Kämpfen. Im Februar 1918 marschierten britische Streitkräfte, unterstützt von Verbündeten aus Ägypten, Australien und Neuseeland, in Jericho ein und übernahmen die Kontrolle. Es kam nur zu dreitägigen Kampfhandlungen.

### Britisches Mandat
Das Osmanische Reich zerfiel nach Ende des Ersten Weltkrieges, die Briten ließen sich ihren Herrschaftsanspruch am 19. April 1920 auf der Konferenz von Sanremo bestätigen und übernahmen danach auch offiziell die Verwaltung Palästinas, und damit auch von Jericho. Die britische Herrschaft dauerte bis 14. Mai 1948, doch bereits im September 1947 legte das Vereinigte Königreich das Mandat zurück.

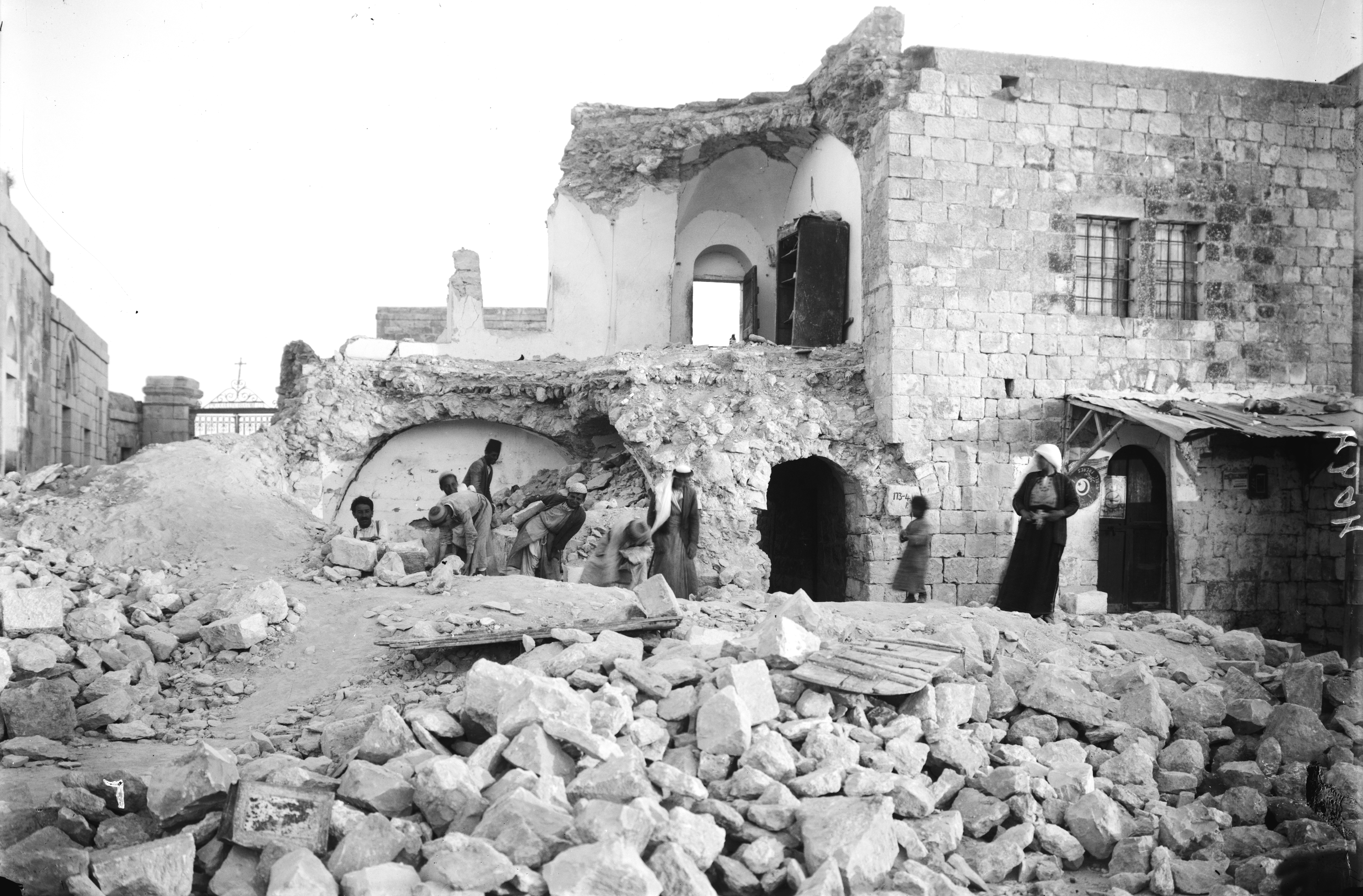
Zerstörung auf dem Ölberg, 1927

Während der Mandatszeit verdreifachte sich die Bevölkerungszahl der Stadt – und dies, obwohl das Erdbeben von Jericho 1927 rund 300 Bürger der Stadt das Leben kostete. 1922 wurden 1.029 Einwohner gezählt, im Jahre 1931 waren es 1.693, 1945 bereits 3.010. Die Zahl der Muslime stieg von 931 auf 2.570, die der Christen von 92 auf 260 und die der Juden von sechs auf 170. In den 1920er und 1930er Jahren wurde die Wasserversorgung aus der Quelle von Ein es-Sultan erneuert. Daraufhin florierte der Obstanbau. Juden und Christen bezeichnen die Quelle als den Brunnen des Elischa, benannt nach dem Propheten.
Während des Zweiten Weltkriegs wurde die Stadt von den Briten befestigt und an den Brücken wurden Sprengladungen angebracht, um für einen deutschen Angriff gewappnet zu sein. Die Village Statistics von 1945 ergab, dass die Gemeinde über 37,481 Dunam Land verfügte. Davon wurden 9.141 Dunam für den Anbau von Getreide in Anspruch genommen und 948 Dunam für Bananen und Zitrusfrüchte.
Letzter britischer Hochkommissar für Palästina und Transjordanien war von 1945 bis 1948 der in Irland gebürtige General Alan Cunningham.

### Zugehörigkeit zu Jordanien

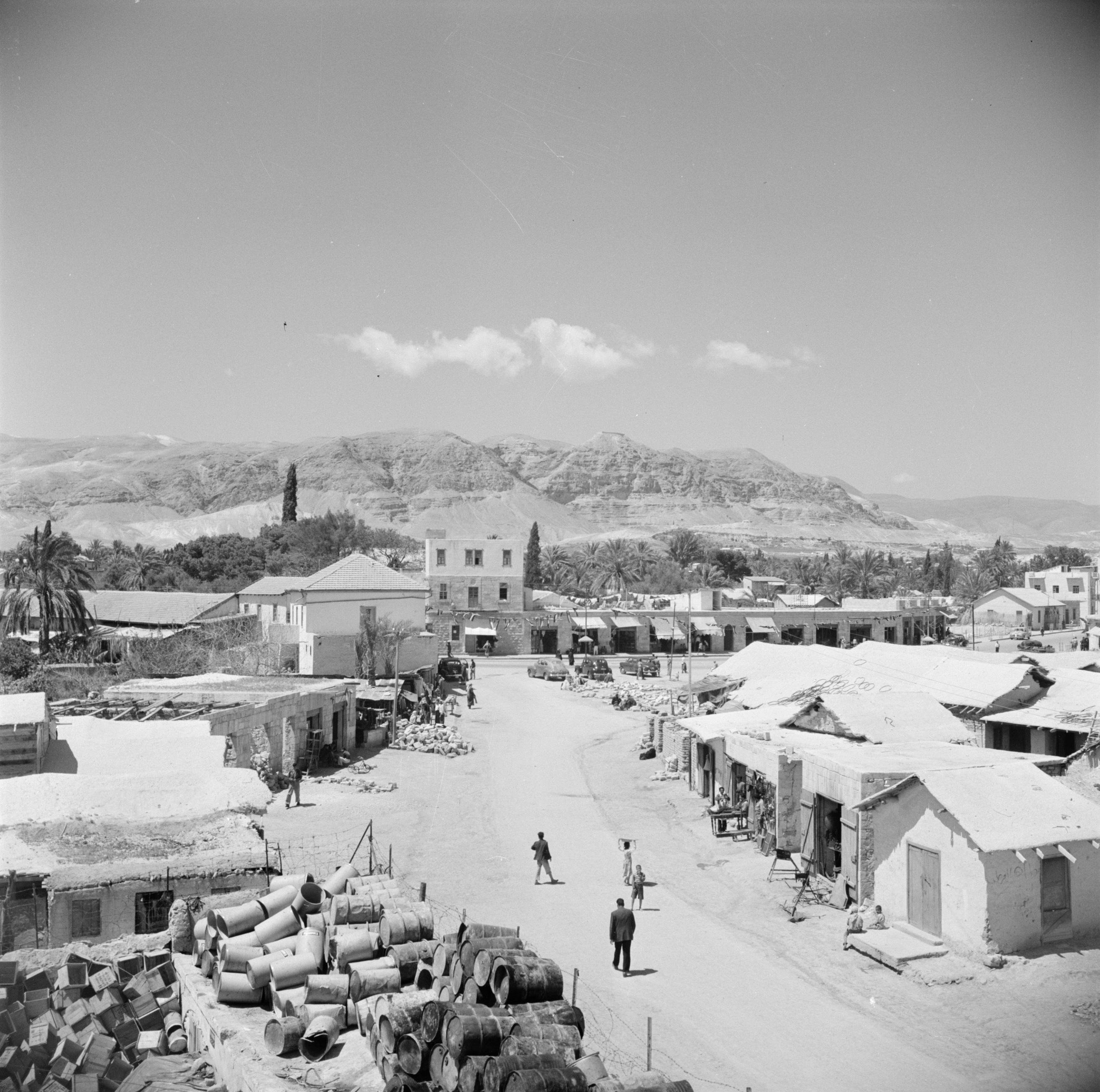
Straßenbild, 1950

1948, nach dem Palästinakrieg, wurden rund um die Stadt drei Flüchtlingslager errichtet. In behelfsmäßigen Unterkünften fanden 185.000 Palästinenser Platz, die aus dem neuen jüdischen Staat geflüchtet waren. Jericho kam unter jordanische Herrschaft. König Abdallah ibn Husain I. berief die Konferenz von Jericho ein, auf welcher mehr als tausend palästinensische Delegierte den Wunsch nach Vereinigung mit Transjordanien bekräftigten und Abdallah als ihren König anerkannten. Am 24. April 1950 beschloss das jordanische Parlament die Annexion des Westjordanlands und von Ost-Jerusalem; die Bewohner vom Jericho wurden somit jordanische Staatsbürger.
Ab 1952 kam es zu großangelegten archäologischen Forschungen in Jericho, unter anderen war auch die Britin Kathleen Kenyon im Stadtgebiet tätig. Es gelang der Nachweis, dass in Jericho nacheinander 23 verschiedene Siedlungen bestanden. Patrick Heenan äußerte die Meinung, dass die Grabungen deshalb von der jordanischen Regierung gefördert worden seien, weil der Beweis erwartet wurde, dass Jericho nur für einen kurzen Abschnitt seiner langen Geschichte in jüdischer Hand gewesen sei.

### Israelische Besatzung, palästinensische Autonomie
Die heutige Stadt Ariha wurde 1967 durch Israel im Sechstagekrieg erobert. Es war die erste Stadt, die Israel 1994 nach den Verträgen von Oslo an die Palästinensische Autonomiebehörde übergab. Die Hauptstraße Nr. 90 in den Norden wurde nach Osten verlegt, die Ausfahrt dorthin geschlossen. Damit wurde Jericho zur Grenzstadt. Die Vorabfertigung von Bewohnern der Autonomiegebiete, die über die Allenby-Brücke nach Jordanien reisen, findet hier statt.

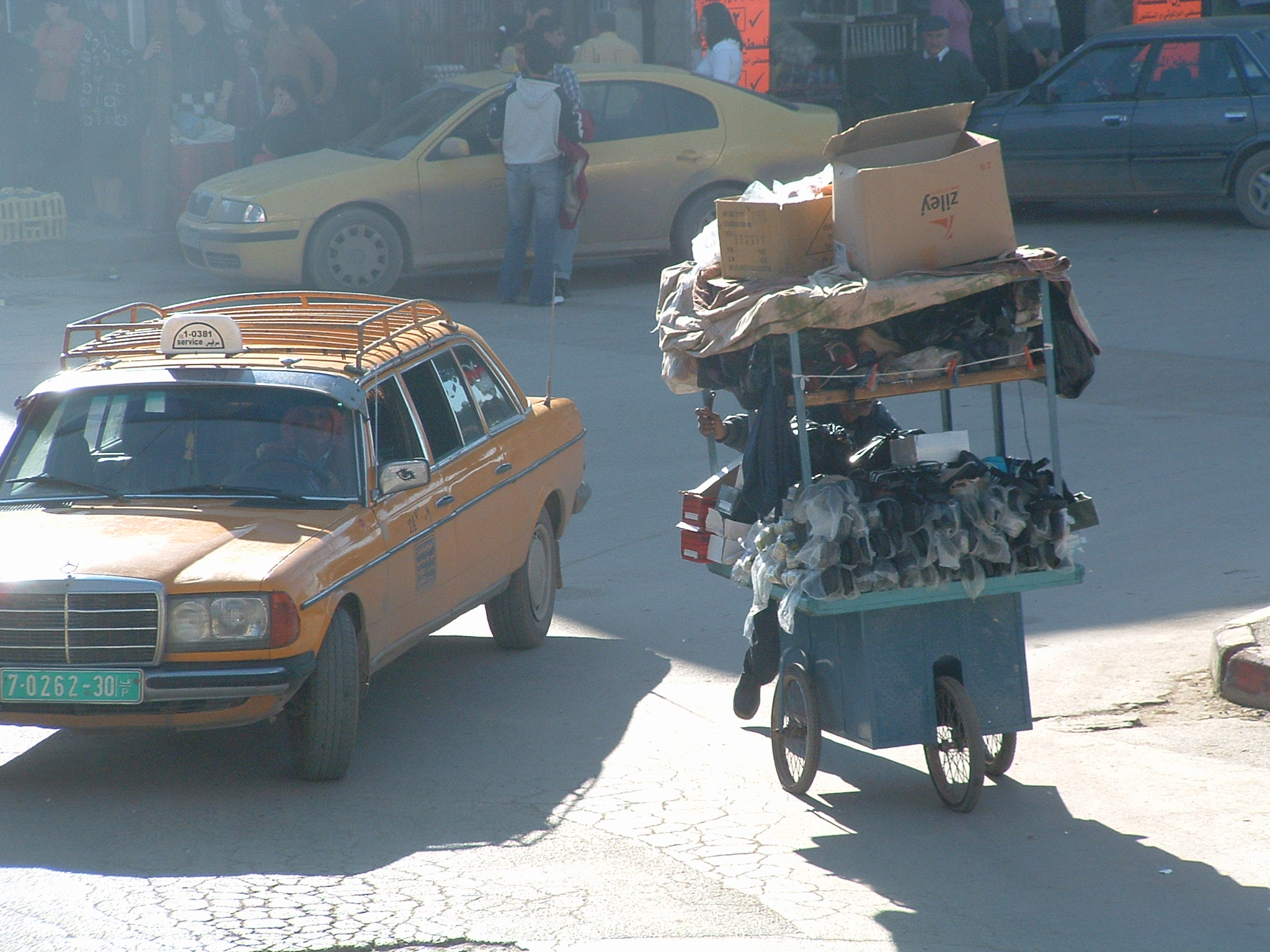
Schuhverkäufer auf dem zentralen Platz in Jericho, 2006

Auch nach dem Abkommen von Scharm asch-Schaich vom Februar 2005, das offiziell die Zweite Intifada beendete, wurde Jericho am 16. März 2005 als erste Stadt wieder palästinensischer Kontrolle übergeben. Die israelische Armee ist aber weiterhin an der strategisch wichtigen Straßenkreuzung vor der Stadt mit einem Checkpoint stationiert.
In Jericho befindet sich ein palästinensisches Gefängnis, in dem 2002 bis 2006 aufgrund einer israelisch-palästinensischen Übereinkunft Ahmad Sa'adat, der Anführer der Volksfront zur Befreiung Palästinas, einsaß. Die israelische Regierung macht ihn für die Ermordung des Tourismusministers Rechaw’am Ze’ewi verantwortlich. Am 14. März 2006 wurden die britischen und US-amerikanischen Beobachter, die die Einhaltung dieser Vereinbarung überwachten, abgezogen, wenig später wurde das Gefängnis von der israelischen Armee gestürmt. In der Folge kam es zu palästinensischen Protesten und Übergriffen gegen Bürger westlicher Staaten.
Seit März 2024 ist eine Straße in Jericho nach Aaron Bushnell benannt, einem US-amerikanischen Soldaten der sich aus Solidarität mit Palästina vor der israelischen Botschaft in Washington angezündet hatte und an den Folgen der Verbrennungen verstarb.

## Klima
Infolge der geo- und topographischen Lage ist das Klima Jerichos geprägt durch lange, extrem heiße sowie extreme trockene Sommer, in denen so gut wie nie Niederschläge fallen. Temperaturen von über 40 °C sind im Hochsommer Normalität. Die Winter hingegen, wenn auch sehr kurz, sind vergleichsweise kühl und feucht; nachts sinken die Temperaturen nicht selten unter den Gefrierpunkt. Tags werden jedoch auch da üblicherweise Temperaturen von 20 °C erreicht.

## Tourismus
Heute stellen Bildungs- und Pilgerreisende, überwiegend aus der westlichen Welt, den größten Anteil der Touristen in Jericho dar. Zahlreich erscheinen auch palästinensische Gäste, die zumeist nicht ins Ausland reisen können, sowie Palästinenser mit israelischer Staatsbürgerschaft.

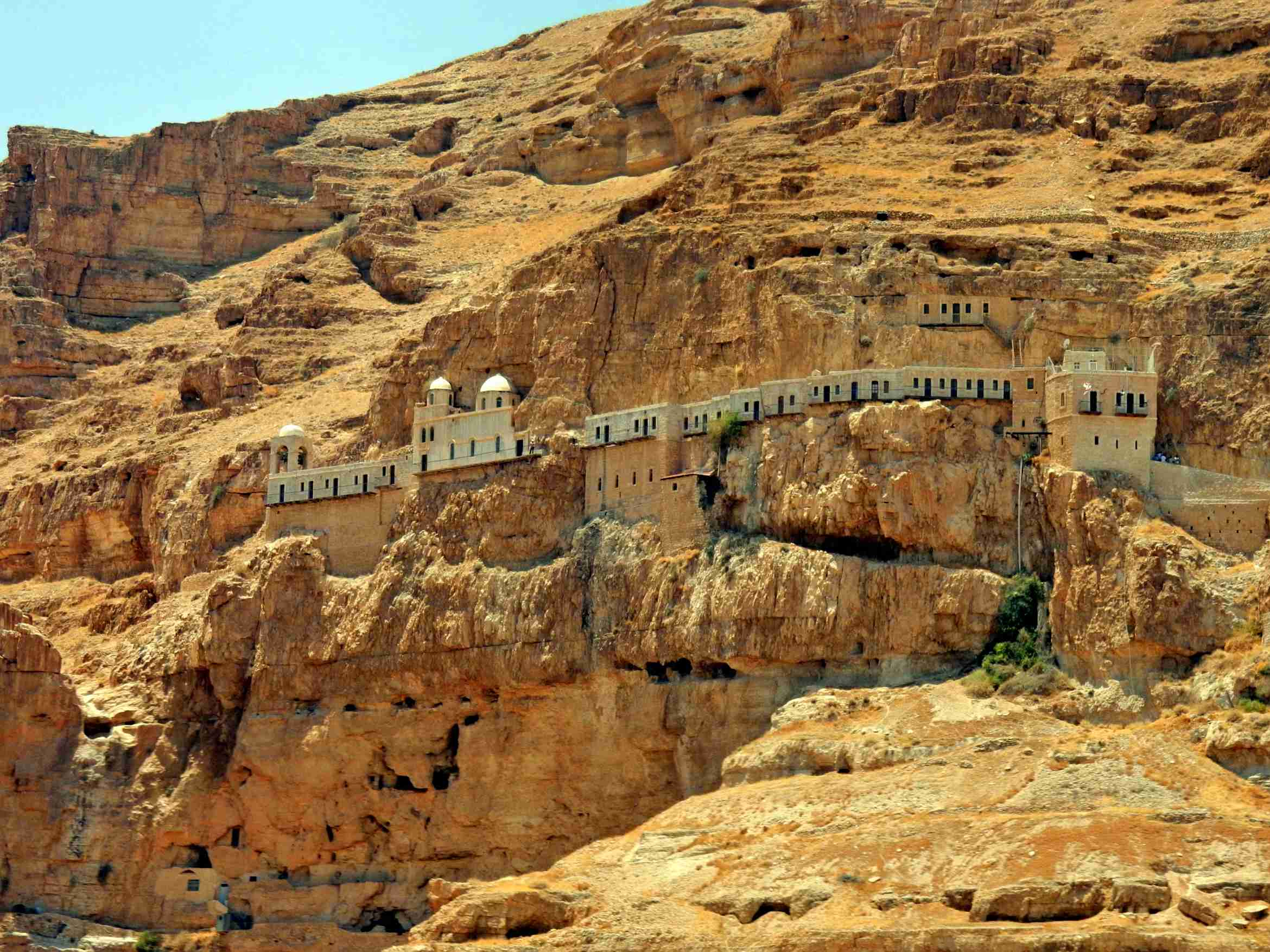
Qarantal, Kloster der Versuchung

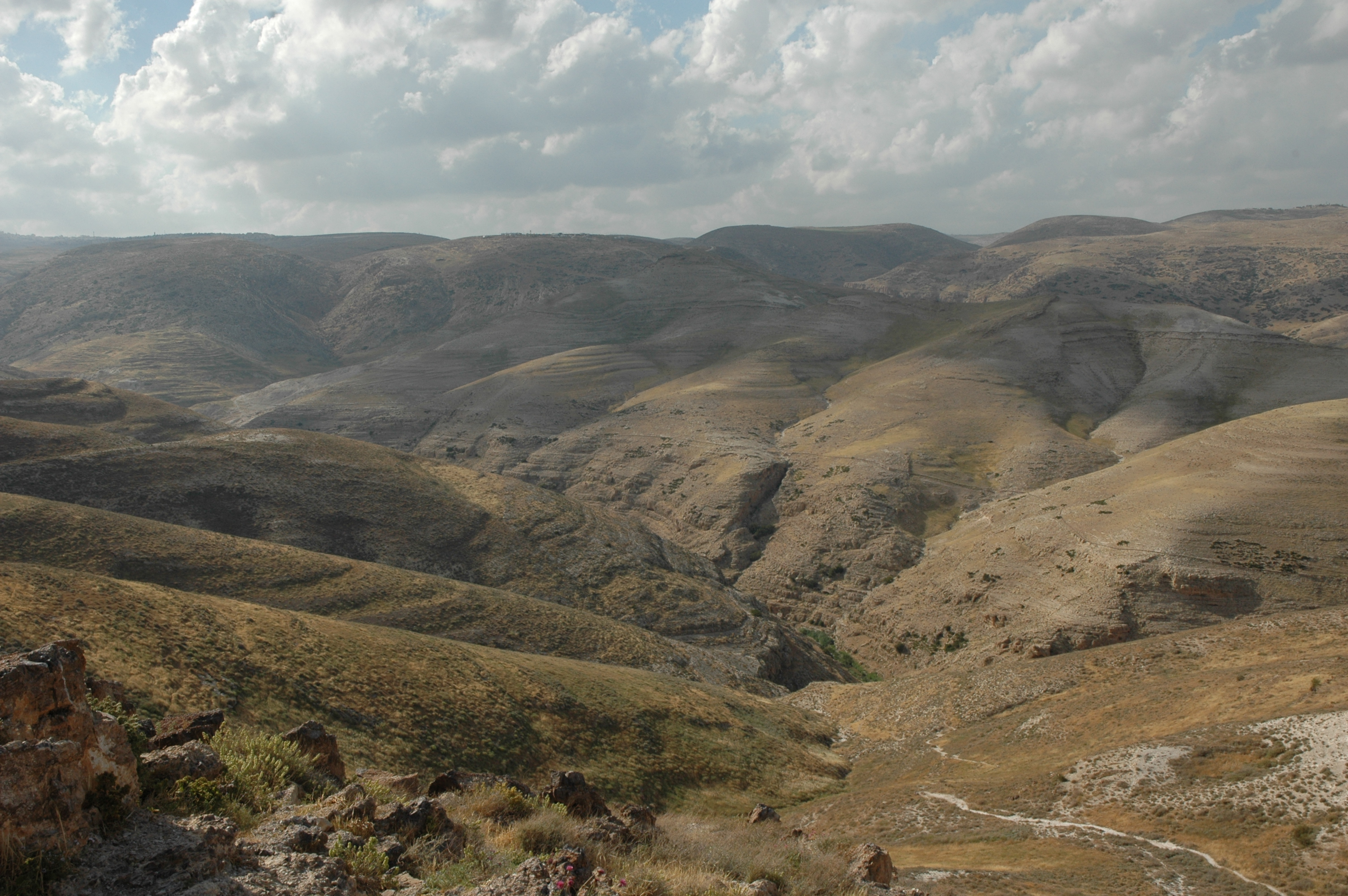
Wadi Qelt

Den Ursprung des heutigen Tourismus stellten im 19. Jahrhundert Forschungsreisende, insbesondere Archäologen, und christliche Missionare dar. Im Büchlein Das Heilige Land in Wort und Bild aus dem Jahre 1909 kommt auch Jericho vor. Ein Aquarell von Friedrich Perlberg zeigt ärmliche Hütten und ein europäisch anmutendes Hotel, das Hotel Jordan.
Westlich der Stadt befindet sich der Berg der Versuchung mit dem griechisch-orthodoxen Kloster Qarantal. 1999 wurde die Jericho-Seilbahn österreichischer Fabrikation auf diesen Berg gebaut. Sie sollte anlässlich des Jahres 2000 ein touristischer Gegenpol zu Massada werden, wird jedoch eher von palästinensischen Besuchern benutzt.
Ebenfalls westlich der Stadt befindet sich das Wadi Qelt, eine Schlucht die Richtung Jerusalem führt und mit einer engen Straße erschlossen ist. In den Felsen dort befindet sich das malerische griechisch-orthodoxe Kloster St. Georg. Der Besuch dieses Tales ist bei Touristen beliebt, es liegt aber nicht mehr im Autonomiegebiet. Die Straße ist in einem sehr schlechten Zustand und wurde beim Kloster auf einigen Metern aufgerissen, damit Touristen sie nicht befahren. Die Zufahrt erfolgt daher fast immer über die Hauptstraße 1.
An den Stadträndern gibt es einige Hotels und einen Wasserpark. 1998 wurde in Jericho das erste Casino Palästinas eröffnet, das Hotel und Casino Oasis. Es handelte sich um ein gemeinsames Projekt des Unternehmers Martin Schlaff, der Casinos Austria, der BAWAG und der Palästinensischen Autonomiebehörde. Spielen durften nur Israelis und Inhaber ausländischer Pässe. Wegen des Glücksspielverbots in Israel war der Zustrom sehr groß. Nach Ausbruch der al-Aqsa-Intifada im September 2000 musste das Casino geschlossen werden, das Hotel, Jerichos erstes 5-Stern-Hotel, ist nach wie vor in Betrieb.
Die Zahl der Touristen wird für 2009 mit 1,5 Mio. angegeben.

## Jericho in der Bibel

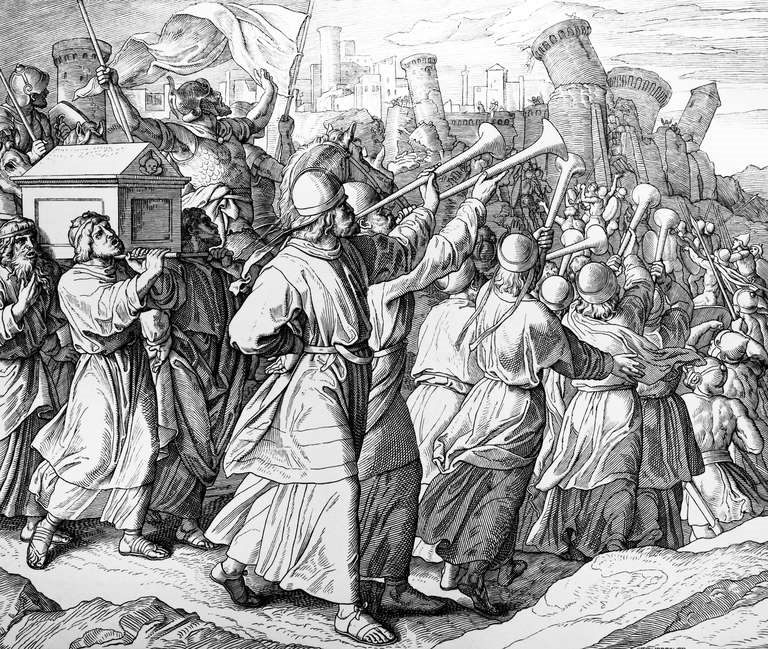
Der biblische Kampf um Jericho (Julius Schnorr von Carolsfeld, 19. Jahrhundert)

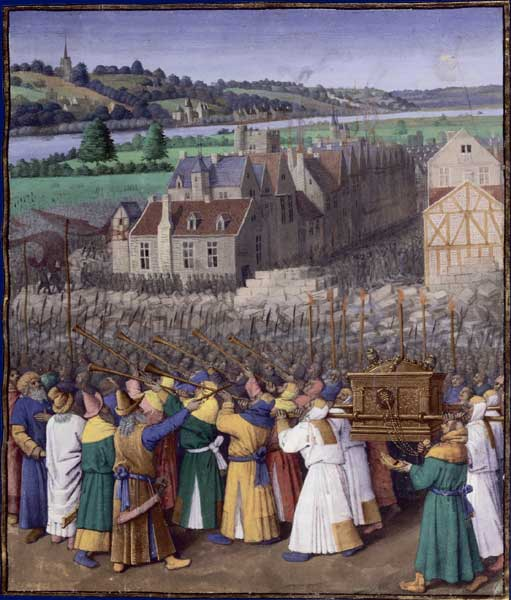
Altes Testament: Der Fall Jerichos (Jean Fouquet, um 1420)

Die Stadt liegt in der Jordansenke und diente wegen ihres wärmeren Kleinklimas den Herrschern Jerusalems als Aufenthaltsort im Winter.
Nach dem Buch Josua wurde das von Jebusitern bewohnte Jericho bei der Landnahme als erste Stadt westlich des Jordan von den Israeliten erobert und zerstört. Der Name der Jericho-Trompete leitet sich von dem in der Bibel erwähnten Fall Jerichos ab, bei dem der Klang von Trompeten, genauer sieben Schofaren, den Einsturz der Stadtmauern verursacht haben soll (Jos 6,4–20 ).
Wer sie wieder aufbaue, sei verflucht. Sein erstes Kind solle sterben, wenn die Stadt neu gegründet wird, sein jüngstes, wenn die Tore eingesetzt werden (Jos 6,26 ). Später, unter König Ahab (1 Kön 16,34 ), wurde Jericho wieder befestigt, und das älteste und das jüngste Kind des Erbauers sollen gestorben sein. Die Stadt war dazwischen jedoch nicht vollständig unbewohnt, da bereits zur Zeit der Richter wieder von einer Eroberung Jerichos durch Moab berichtet wird (Ri 3,13 ).
Das Urteil der Archäologie darüber hat sich im Lauf der Forschungsgeschichte gewandelt. Garstang hatte bei seiner Ausgrabungskampagne eine Schicht, die er auf 1400 v. Chr. datierte, mit der von Josua zerstörten Stadt identifiziert. Kenyon datierte diese Schicht auf das 17. Jahrhundert, außerdem wurde für den Zeitpunkt der Landnahme später das 13. Jahrhundert angenommen. Die archäologischen Befunde entsprechen aber nicht dieser Datierung. So war Jericho im 14. Jahrhundert v. Chr. eine kleine sowie unbefestigte Ortschaft, die aufgegeben wurde und während des 13. Jahrhunderts v. Chr. unbewohnt blieb. Da Jericho wie fast alle kanaanäischen Städte unbefestigt war, gab es zu dieser Zeit keine Stadtmauer.
Für eine Einnahme Jerichos und dessen Zerstörung im 13. Jahrhundert v. Chr. lassen sich keinerlei Befunde ermitteln. Die biblische Beschreibung von Jericho weist Ähnlichkeiten mit der mittelbronzezeitlichen Situation auf. Die spätere Zerstörung durch die Feuersbrunst und das Erdbeben kann möglicherweise als regionale Überlieferung in die alttestamentlichen Schilderungen eingeflossen sein. Wahrscheinlicher ist jedoch eine Legenden- (Sagen-)bildung im Angesicht der Ruinen.
Im Neuen Testament ist mehrfach von Jericho die Rede, so trifft Jesus nach Lk 19,1–10  in Jericho auf den Zöllner Zachäus, und nach Mk 10,46–52  soll er hier die Heilung des Blinden Bartimäus bewirkt haben. Auf dem Berg der Versuchung (arabisch: Jabal al Qurunţul) in der Nähe von Jericho soll er 40 Tage lang gefastet und den Versuchungen des Satans widerstanden haben (Mt 4,1–4 ), im 6. Jahrhundert wurde an diesem Ort das griechisch-orthodoxe Kloster Qarantal errichtet. In neuerer Zeit wurden bei archäologischen Ausgrabungen dort in der Nähe Überreste der Festung Dok gefunden, in der zur Zeit des Aufstands der Makkabäer der Ethnarch Simon zusammen mit zwei seiner Söhne ermordet worden sein sollen.

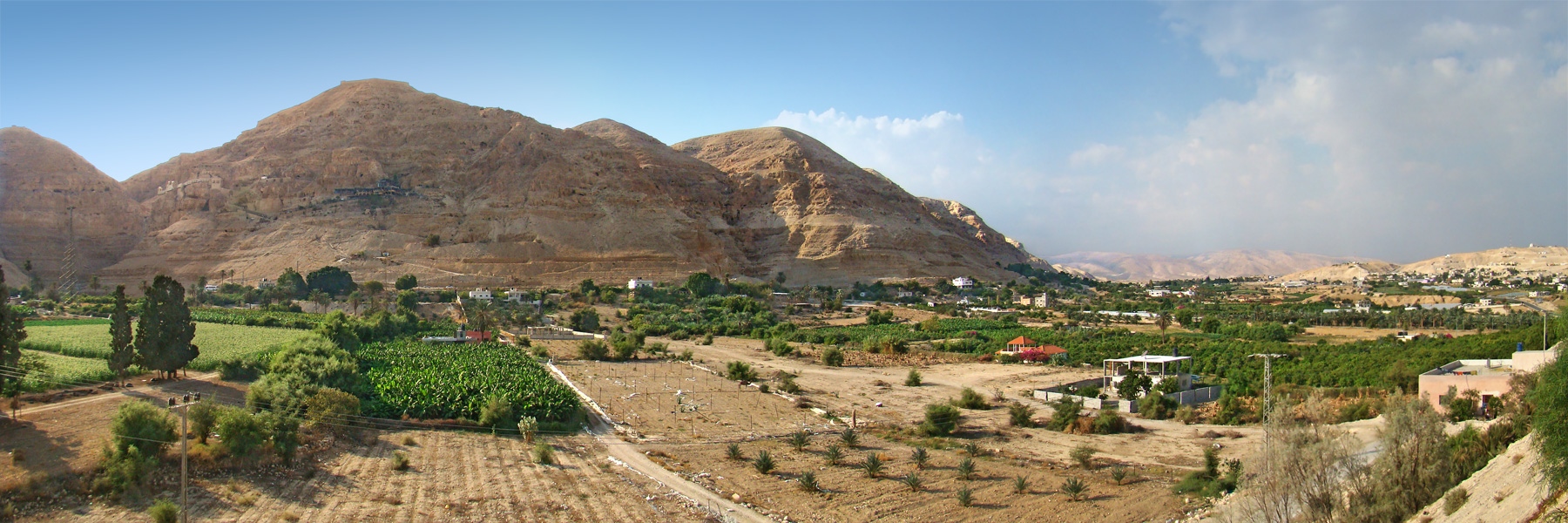
Der Berg der Versuchung in der Nähe von Jericho ist der Schauplatz vieler Erzählungen aus der Bibel.

## Städtepartnerschaften
Jericho hat Städtepartnerschaften geschlossen mit:
| Stadt                 | Land               | seit      | Beleg |
| --------------------- | ------------------ | --------- | ----- |
| Alessandria           | Italien            | 2004      |       |
| Calipatria            | Vereinigte Staaten | unbekannt |       |
| Campinas              | Brasilien          | 2001      |       |
| Eger                  | Ungarn             | 2013      | [3]   |
| Estación Central      | Chile              | 2007      | [3]   |
| Foz do Iguaçu         | Brasilien          | 2014      | [3]   |
| Fès                   | Marokko            | 2014      | [3]   |
| Iași                  | Rumänien           | 2003      | [3]   |
| Ilio                  | Griechenland       | 1999      | [3]   |
| Kragujevac            | Serbien            | 2011      | [3]   |
| Lærdal                | Norwegen           | 1998      | [3]   |
| Lyon                  | Frankreich         | 2004      | [3]   |
| Pisa                  | Italien            | 2000      | [3]   |
| San Giovanni Valdarno | Italien            | 2003      | [3]   |
| Santa Bárbara d’Oeste | Brasilien          | 1998      | [3]   |
| Al-Shunah al-Shamalya | Jordanien          | 2016      | [3]   |

Darüber hinaus gibt es Zusammenarbeit von Jericho mit weiteren Städten in Japan, Deutschland, Frankreich, Italien, Südafrika, USA, Österreich und Großbritannien.

## Persönlichkeiten
- Musa Alami (1897–1984), palästinensischer Jurist und Politiker, Gründer einer landwirtschaftlichen Schule in Jericho
- Schakir al-Absi (1955–2008), Führer der sunnitisch-radikal-islamischen Untergrundorganisation Fatah al-Islam
- Mohammed Dwedar (* 2001), Mittelstreckenläufer

## Kulturelle Rezeption
- Die Stadt Jericho als Unesco-Welterbestätte in Palästina eingestuft. Deutschlandfunk, Meldung vom 18. September 2023.

Die UNESCO hat die archäologische Grabungsstätte des alten Jericho, Tell es-Sultan, zum Weltkulturerbe ernannt. Aus Israel wird diese Entscheidung kritisiert, weil die spätere Stadt, die für die biblische Geschichte von Bedeutung ist, nicht Teil dieses Weltkulturerbes ist.